# Ронетс
„Ронетс“ (на английски: The Ronettes) е поп музикална група в Ню Йорк, Съединените американски щати, известна със съвместната си работа с продуцента Фил Спектър.
Групата включва Вероника Бенет - бъдещата съпруга на Спектър, нейната сестра Естел Бенет и тяхната братовчедка Недра Толи. Те достигат върха на кариерата си през 1964 г. и малко по-късно спират да работят заедно. Най-известните им песни са „Be My Baby“, „Baby, I Love You“, „(The Best Part Of) Breakin' Up“ и „(Walking) In the Rain“.

## Дискография

### Студийни албуми
- Presenting the Fabulous Ronettes Featuring Veronica (1964)

### Компилации
- Today's Hits (1963)
- A Christmas Gift for You (1963)
- The Ronettes featuring Veronica (1965)
- The Ronettes Sing Their Greatest Hits (1975)
- Phil Spector's Wall of Sound: Rare Masters Vol. 1 (1976)
- Phil Spector's Wall of Sound: Rare Masters Vol. 2 (1976)
- The Ronettes Sing Their Greatest Hits Vol. 2 (1981)
- The Ronettes: The Colpix Years 1961-1962 (1985)
- The Ronettes: The Early Years (1990)
- The Best of the Ronettes (1992)
- The Ronettes: The Ultimate Collection (1997)
- Silhouettes (2005)
- Be My Baby: The Very Best of the Ronettes (2010)

### Сингли
- I Want a Boy (1961)
- I'm Gonna Quit While I'm Ahead (1962)
- Silhouettes (1962)
- Good Girls (1962)
- Be My Baby (1963)
- Baby, I Love You (1963)
- (The Best Part of) Breakin' Up (1964)
- Do I Love You? (1964)
- Walking in the Rain (1964)
- Born to Be Together (1965)
- Is This What I Get for Loving You? (1965)
- He Did It (1965)
- I Can Hear Music (1966)
- You Came, You Saw, You Conquered! (1969)
- Go Out and Get It (1973)
- I Wish I Never Saw the Sunshine (1974)
- Paradise (1976)